# Bemori Central
Bemori Central (Bemori Sentral) ist eine osttimoresische Aldeia. Sie liegt im Norden des Sucos Bemori (Verwaltungsamt Nain Feto, Gemeinde Dili). In Bemori Central leben 847 Menschen (2015).
Bemori Central bildet die Nordspitze des Sucos Bemori. Südöstlich liegt die Aldeia Baba Liu Rai Leste, jenseits der Rua de Bé-Mori, südlich die Aldeia Baba Liu Rai Oeste und südwestlich die Aldeia Ailele Hun und nördlich der Avenida da Liberdade de Imprensa die Sucos Santa Cruz und Acadiru Hun. Der Stadtteil Bemori Sentral reicht allerdings weiter nach Westen in den Suco Santa Cruz hinein.